# 海因斯贝格县
海因斯贝格县（Kreis Heinsberg）是德国北莱茵-威斯特法伦州西部的一个县，隶属于科隆行政区，首府海因斯贝格。